# (535020) 2014 WG509
(535020) 2014 WG509 est un objet transneptunien en résonance 3:5 avec Neptune et pourrait être une planète naine potentielle.